# یونکرس یوت.۱
یونکرس یوت.۱ (به آلمانی: Junkers J.I) (با عنوان تولیدی یوت ۴ (به آلمانی: J 4)) یک هواگرد یک‌ونیم‌باله از نوع دیده‌بانی و رابط ساخت شرکت یونکرس در آلمان در دوره جنگ جهانی اول بود. این هواگرد برای نخستین بار در سال ۱۹۱۷ به پرواز درآمد. یوت.۱ نخستین هواگرد تمام‌فلزی تاریخ بود که وارد تولید انبوه شد.

## طراحی و عملیات
در پی موفقیت طراحی هواگرد تمام‌فلزی یوت ۱ و جایگزین آن یوت ۲، سفارش تولید یک هواگرد دوباله زره‌پوش برای شناسایی سطح پایین و پشتیبانی نزدیک از نیروی زمینی به شرکت یونکرس ارائه شد. نتیجه یوت.۱، با عنوان کارخانه یوت ۴، با ساختی تمام‌فلزی با روکشی از آلیاژ آلومینیوم بود. سر دم چوبی تنها قسمت غیرفلزی هواگرد به حساب می‌آمد.
نخستین هواگردهای یوت.۱، در جریان جنگ جهانی اول، اواخر سال ۱۹۱۷ به اسکادران‌های نیروی هوایی امپراتوری آلمان در فرانسه تحویل داده شدند. با وجود هدایت‌پذیری دشوار بر روی زمین، این هواگردها به جهت استحکام و حفاظت زرهی مورد علاقه کاربران قرار گرفتند.
در مجموع ۲۲۷ فروند از هواگردهای یوت.۱ تولید شد که نزدیک به ۱۹۰ فروند از آن‌ها در جبهه غربی جنگ جهانی اول خدمت کردند.

## مشخصات فنی

### مشخصات عمومی
- خدمه: ۲ نفر
- طول: ۹٫۱ متر
- طول بال: ۱۶ متر
- نیرومحرکه: یک موتور خطی ۶ سیلندر بنتس ب‌ست.۴: ۲۰۰ اسب بخار

## نگارخانه

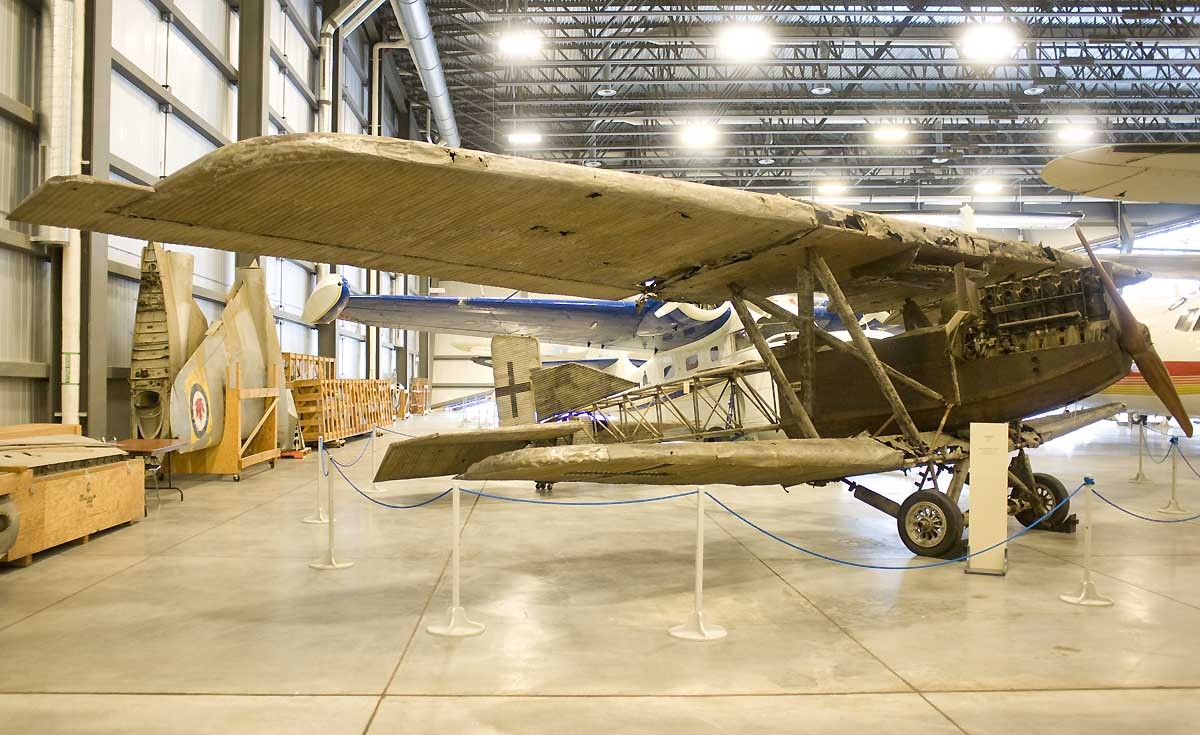
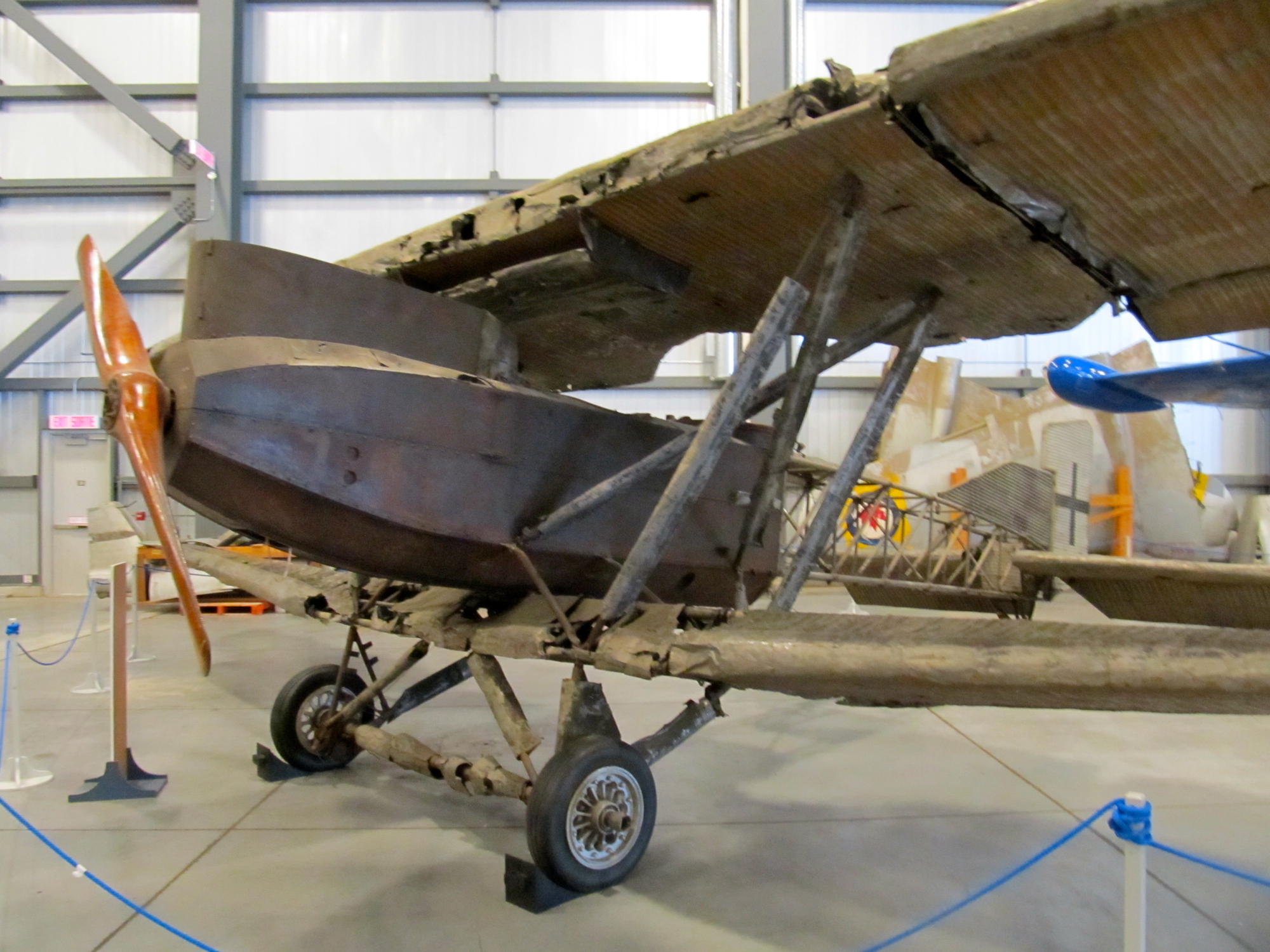
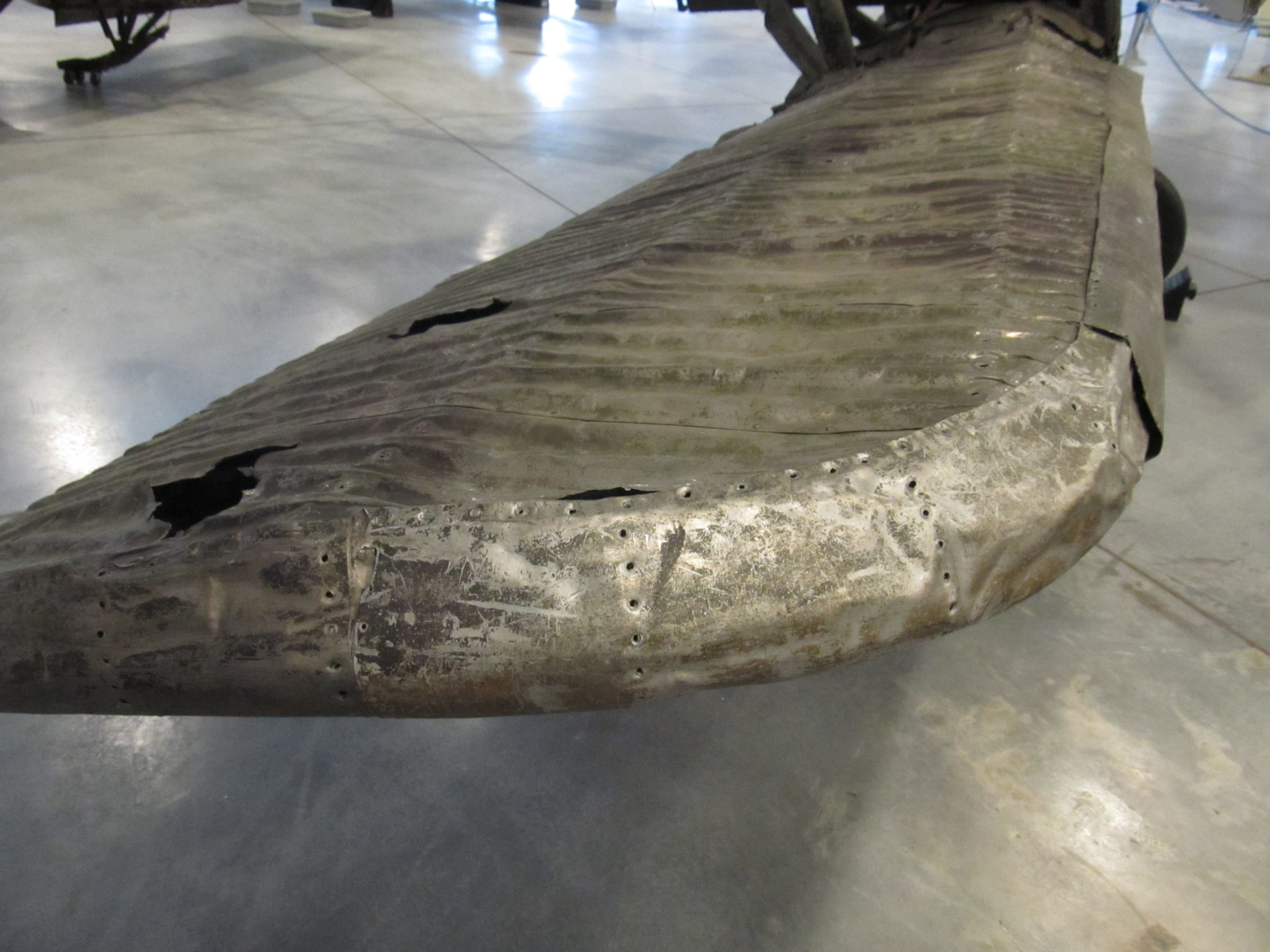
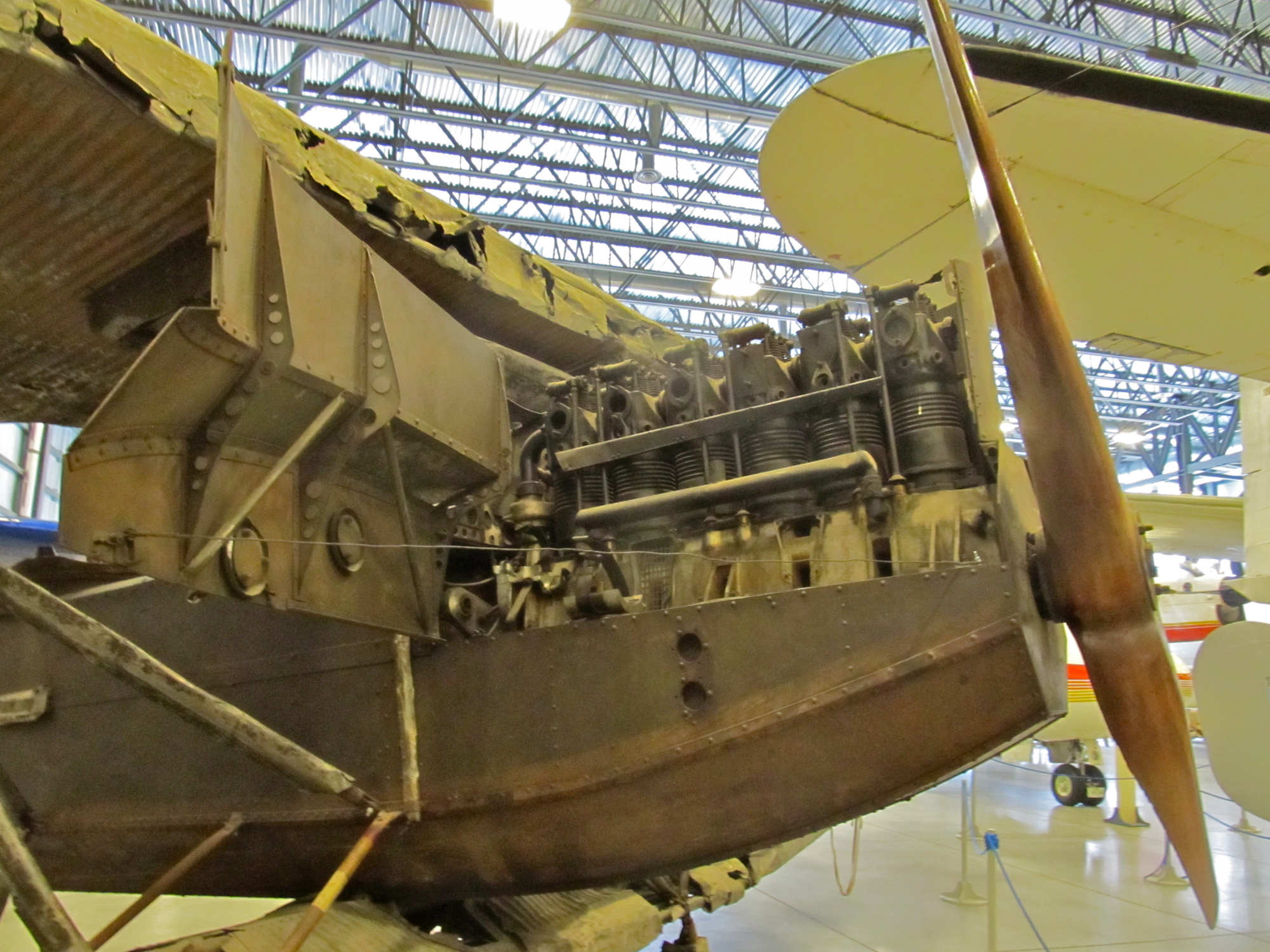

### عملکرد
- حداکثر سرعت: ۱۵۵ کیلومتر بر ساعت

### تسلیحات
- ۲ × مسلسل ثابت
- ۱ × مسلسل متحرک[۱]